# Lyrskogsheden
Lyrskogsheden, da. Lyrskov Hede, är en hed norr om staden Slesvig och nära Isted (ej, som Knýtlingasagan berättar, i närheten av Kongeå) i nuvarande kommunen Lürschau i norra Tyskland. 
Heden är känd genom det stora slag, som stod där 28 september 1043, där Magnus den gode i spetsen för norrmän och danskar, med understöd av några sachsiska furstar, slog en stor här av hedniska slaver, i synnerhet obotriter och vender. 15 000 slaver berättas ha stupat.